# Thylactus lateralis
Thylactus lateralis là một loài bọ cánh cứng trong họ Cerambycidae.